# Hrachovo
Hrachovo (hongrois : Rimaráhó) est un village de Slovaquie situé dans la région de Banská Bystrica.

## Histoire
La première mention écrite du village date de 1353.

## Démographie

### Évolution de la population
| Année:               | 1994. | 2004.   | 2014.   | 2024.   |
| -------------------- | ----- | ------- | ------- | ------- |
| Nombre de personnes: | 844   | 877     | 856     | 781     |
| Différence:          |       | +3,90 % | -2,39 % | -8,76 % |

| Année:               | 2023. | 2024.   |
| -------------------- | ----- | ------- |
| Nombre de personnes: | 777   | 781     |
| Différence:          |       | +0,51 % |